# Edgar Calle
Edgar Ernst Leon Calle (* 31. Mai  1879 in Wien; † 22. April 1955 ebenda) war ein österreichischer Komponist und Pianist.
Der Musiker wurde als Sohn des Oberinspektors der Staatseisenbahnen Emil Calle geboren. Die Familie entstammt einer altfranzösischen, in der Normandie begüterten, höheren Adelsfamilie. Edgar Calle besuchte in Wien das Gymnasium der Theresianischen Akademie und die Hochschule für Welthandel. Daneben beschäftigte er sich privat mit Musik und lernte Klavier und Kompositionslehre.
Die Beschäftigung mit der Musik schlug sich in seinem Schaffen als Opern- und Liederkomponist nieder. Im Inventar des unvollständigen Nachlasses in der Wiener Stadt- und Landesbibliothek finden sich ca. 50 Titel von Liedern und Opern.
Sein Studium und seine Neigung befähigten ihn einen Bühnen- und Musikverlag zu führen und er wurde auch zum Geschäftsführer des "Verbandes der Bühnenverleger". Darüber hinaus gehörte er dem Bühnenschiedsgericht und dem Schiedsgericht der Gesellschaft der Autoren, Komponisten und Musikverleger (AKM) an.

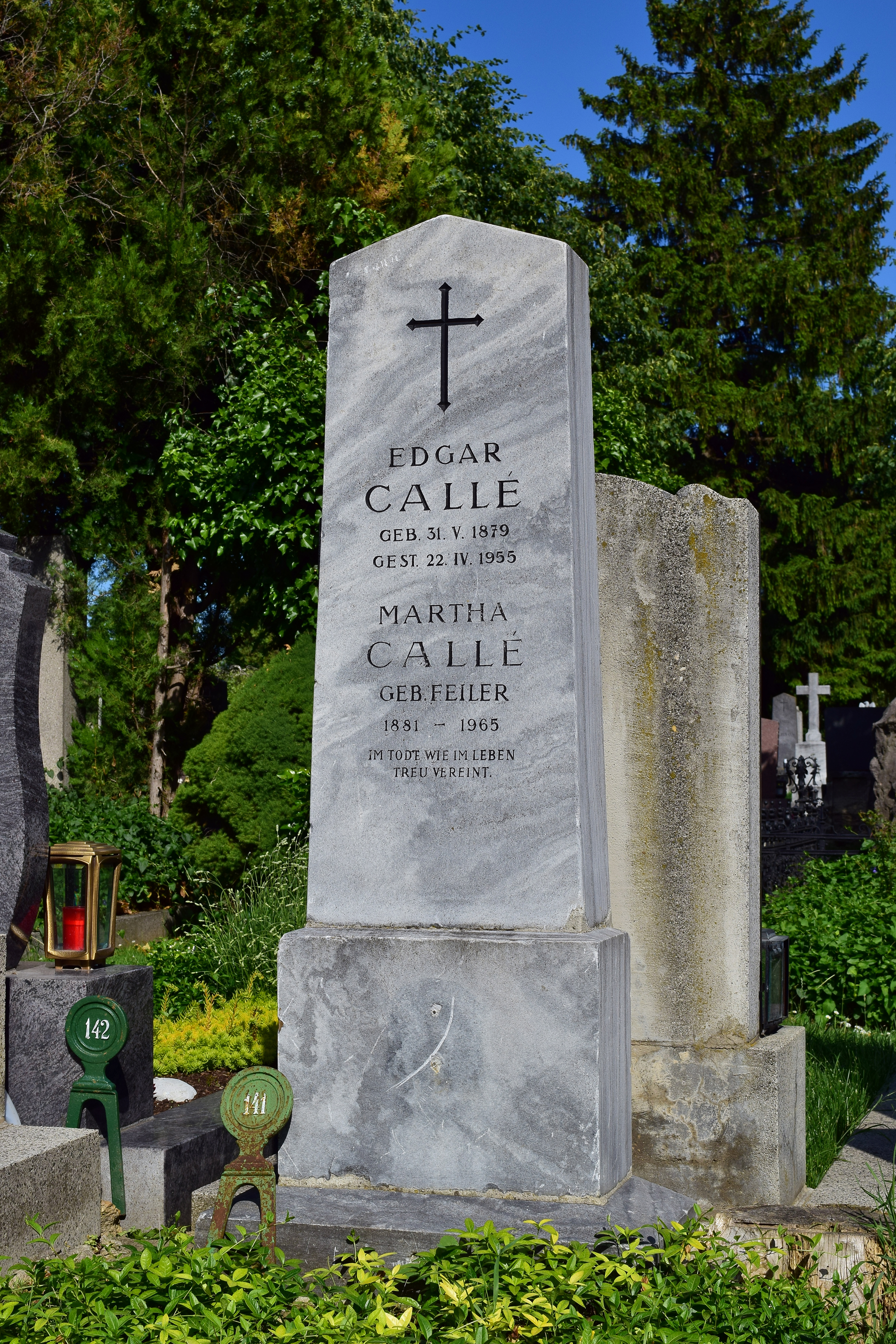
Ehrenhalber gewidmetes Grab von Edgar Calle am Wiener Zentralfriedhof

Er ruht auf dem Evangelischen Friedhof des Wiener Zentralfriedhofs (IV,141). 